# Gare d'Engis
La gare d'Engis est une gare ferroviaire belge de la ligne 125, de Liège à Namur, située sur le territoire de la commune d'Engis, en Région wallonne, dans la province de Liège.
Elle est mise en service en 1850 par la Compagnie de chemin de fer de Namur à Liège et un nouveau bâtiment voyageurs est ouvert en 1876 par la Compagnie du Nord - Belge. C'est une halte voyageurs de la Société nationale des chemins de fer belges (SNCB) desservie par des trains omnibus (L) et d'heure de pointe (P).

## Situation ferroviaire
Établie à 79 mètres d'altitude, la gare d'Engis est située au point kilométrique (PK) 15,3 de la ligne 125, de Liège à Namur, entre les gares ouvertes de Flémalle-Haute et de Haute-Flône.

## Histoire
La station d'Engis est mise en service le 18 novembre 1850 par la Compagnie du chemin de fer de Namur à Liège, lorsqu'elle ouvre à l'exploitation la section principale de sa ligne de Namur à Liège.
Le 1er janvier 1854, l'exploitation de la ligne et notamment de la gare de Huy est reprise en location par la Compagnie du Nord - Belge, suivant la convention signée entre la Compagnie du Namur - Liège et la Compagnie des chemins de fer du Nord (française). La compagnie du Nord-Belge met en service, en 1877, un nouveau bâtiment voyageurs sur le modèle type utilisé pour la ligne. Il comporte un corps central, à trois travées et un étage, avec deux ailes basses symétriques dont la longueur est adaptée aux besoins ; à Engis, ces deux ailes basses sont dotées de quatre travées.
En 1994, la Société nationale des chemins de fer belges (SNCB) transforme la gare en point d'arrêt non géré (PANG) avec un abri par quai et un accès libre. Le guichet et la salle d'attente sont fermés, le bâtiment voyageurs n'est plus ouvert aux voyageurs.
Racheté par la municipalité en 2008, l'ancien bâtiment voyageurs, abandonné, est réhabilité et rénové pour une utilisation par des services et associations locales,.

## Service des voyageurs

### Accueil
Halte SNCB, c'est un point d'arrêt non géré (PANG) à accès libre.
Un souterrain permet la traversée des voies et le passage d'un quai à l'autre.

### Dessertes
Engis est desservie par des trains Omnibus (L) et d'heure de pointe (P) de la SNCB qui effectuent des missions entre Liège-Guillemins et Namur (certains trains étant limités à Huy). 
- en semaine, la desserte comprend un train L par heure dans chaque sens ;
- le week-end et les jours fériés ne circule qu'un train L toutes les deux heures.

Il existe également quelques trains supplémentaires (P) en semaine aux heures de pointe :
- un train P, le matin, reliant Statte à Liège-Guillemins ;
- deux autres (un le matin et un l'après-midi) reliant Liège-Guillemins à Huy ;
- un train P, l'après-midi, relie Huy à Liège-Guillemins.

### Intermodalité
Un parking pour les véhicules y est aménagé.

## Comptage voyageurs
Ce graphique et tableau montre le nombre de voyageurs embarquant en moyenne durant la semaine, le samedi et le dimanche.
| Nombre de passagers qui embarquent à la gare d'Engis | Nombre de passagers qui embarquent à la gare d'Engis | Nombre de passagers qui embarquent à la gare d'Engis | Nombre de passagers qui embarquent à la gare d'Engis |
|                                                      | Semaine                                              | Samedi                                               | Dimanche                                             |
| ---------------------------------------------------- | ---------------------------------------------------- | ---------------------------------------------------- | ---------------------------------------------------- |
| 1977                                                 | 212                                                  | 79                                                   | 39                                                   |
| 1978                                                 | 242                                                  | 80                                                   | 39                                                   |
| 1979                                                 | 251                                                  | 72                                                   | 51                                                   |
| 1980                                                 | 256                                                  | 31                                                   | 42                                                   |
| 1981                                                 | 254                                                  | 97                                                   | 40                                                   |
| 1982                                                 | 242                                                  | 46                                                   | 30                                                   |
| 1983                                                 | 235                                                  | 58                                                   | 21                                                   |
| 1984                                                 | 264                                                  | 50                                                   | 38                                                   |
| 1985                                                 | 256                                                  | 55                                                   | 35                                                   |
| 1986                                                 | 247                                                  | 58                                                   | 35                                                   |
| 1987                                                 | 299                                                  | 73                                                   | 57                                                   |
| 1988                                                 | 250                                                  | 55                                                   | 34                                                   |
| 1989                                                 | 226                                                  | 67                                                   | 56                                                   |
| 1990                                                 | 163                                                  | 39                                                   | 29                                                   |
| 1991                                                 | 181                                                  | 39                                                   | 6                                                    |
| 1992                                                 | 172                                                  | 67                                                   | 33                                                   |
| 1993                                                 | 176                                                  | 51                                                   | 38                                                   |
| 1994                                                 | 201                                                  | 63                                                   | 22                                                   |
| 1995                                                 | 148                                                  | 35                                                   | 31                                                   |
| 1996                                                 | 169                                                  | 48                                                   | 25                                                   |
| 1997                                                 | 185                                                  | 76                                                   | 32                                                   |
| 1998                                                 | 197                                                  | 49                                                   | 34                                                   |
| 1999                                                 | 176                                                  | 34                                                   | 21                                                   |
| 2000                                                 | 229                                                  | 51                                                   | 42                                                   |
| 2001                                                 | 181                                                  | 39                                                   | 26                                                   |
| 2002                                                 | 217                                                  | 36                                                   | 31                                                   |
| 2003                                                 | 191                                                  | 33                                                   | 28                                                   |
| 2004                                                 | 151                                                  | 44                                                   | 26                                                   |
| 2005                                                 | 181                                                  | 34                                                   | 30                                                   |
| 2006                                                 | 207                                                  | 45                                                   | 36                                                   |
| 2007                                                 | 184                                                  | 38                                                   | 33                                                   |
| 2008                                                 | -                                                    | -                                                    | -                                                    |
| 2009                                                 | 215                                                  | 50                                                   | 37                                                   |
| 2010                                                 | -                                                    | -                                                    | -                                                    |
| 2011                                                 | -                                                    | -                                                    | -                                                    |
| 2012                                                 | 273                                                  | 61                                                   | 57                                                   |
| 2013                                                 | 276                                                  | 60                                                   | 51                                                   |
| 2014                                                 | 250                                                  | 67                                                   | 30                                                   |
| 2015                                                 | 171                                                  | 43                                                   | 34                                                   |
| 2016                                                 | 230                                                  | 53                                                   | 30                                                   |
| 2017                                                 | 193                                                  | 40                                                   | 38                                                   |
| 2018                                                 | 177                                                  | 47                                                   | 46                                                   |
| 2019                                                 | 175                                                  | 33                                                   | 36                                                   |
| 2020                                                 | 122                                                  | 62                                                   | 25                                                   |
| 2021                                                 | -                                                    | -                                                    | -                                                    |
| 2022                                                 | 227                                                  | 66                                                   | 51                                                   |
| 2023                                                 | 252                                                  | 59                                                   | 48                                                   |
| 2024                                                 | 211                                                  | 85                                                   | 71                                                   |

## Galerie de photographies

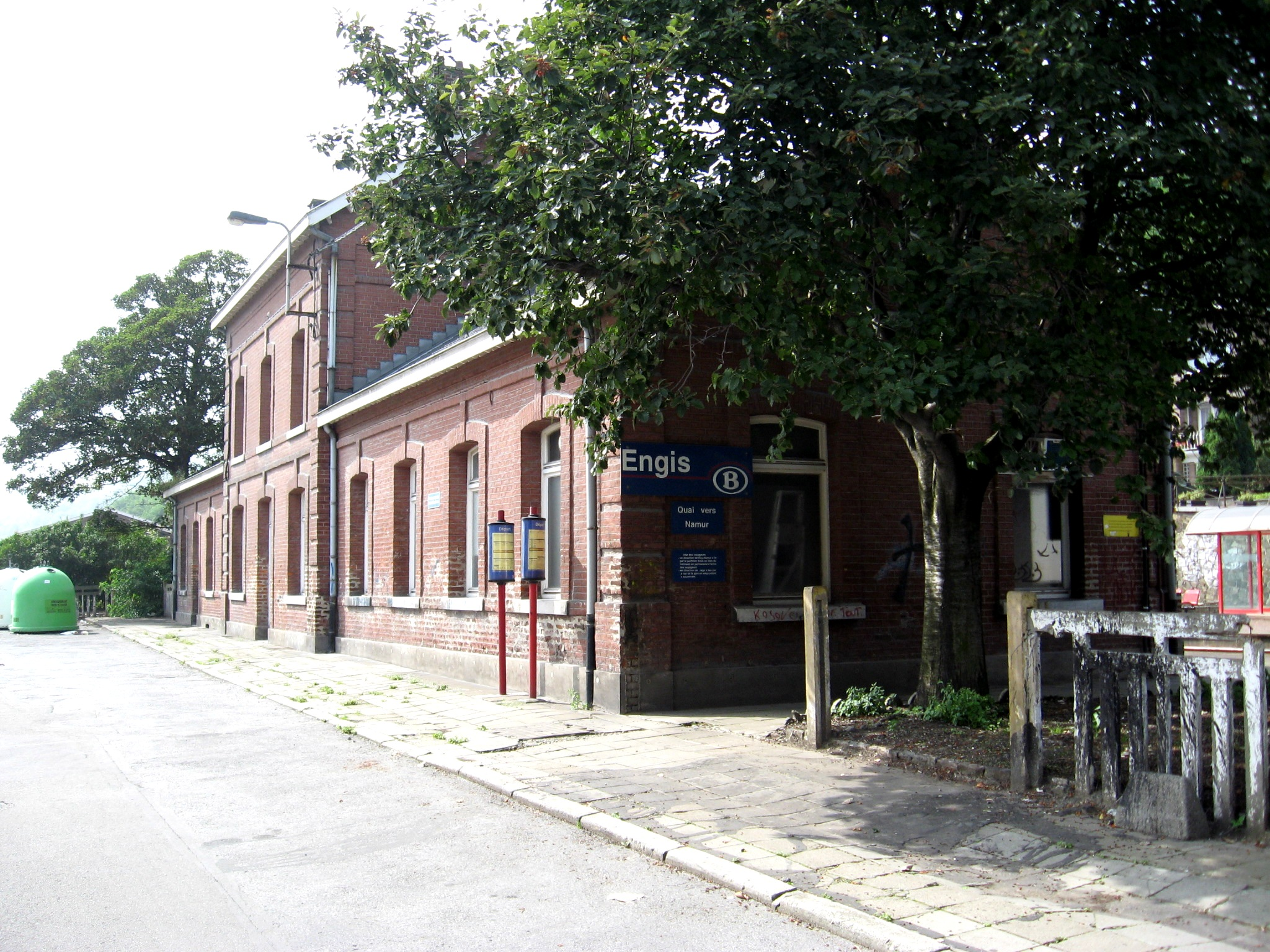
Le bâtiment de la gare avant sa rénovation.
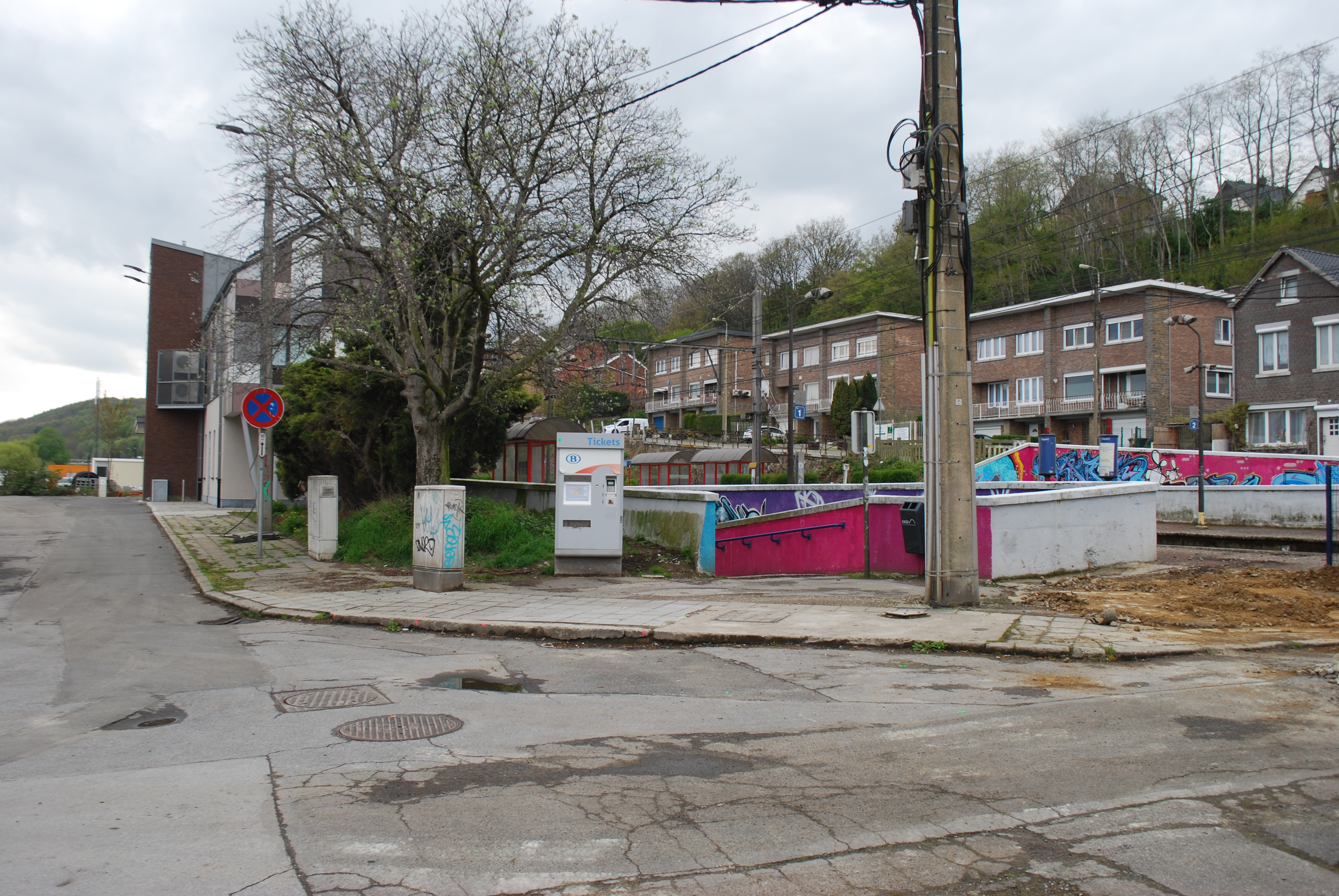
Bâtiment rénové (à gauche), automate et passage souterrain.
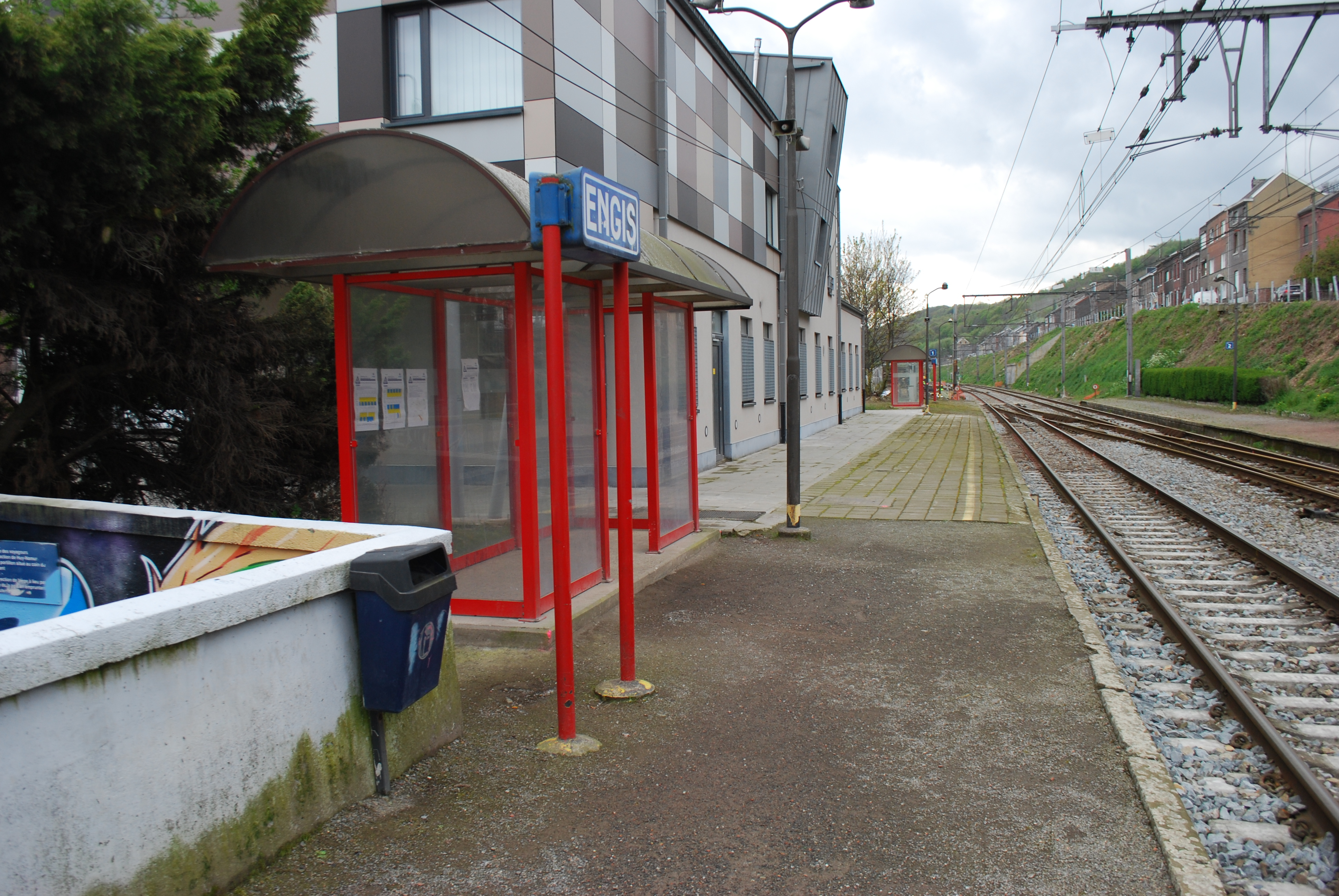
Abri de quai et bâtiment rénové.
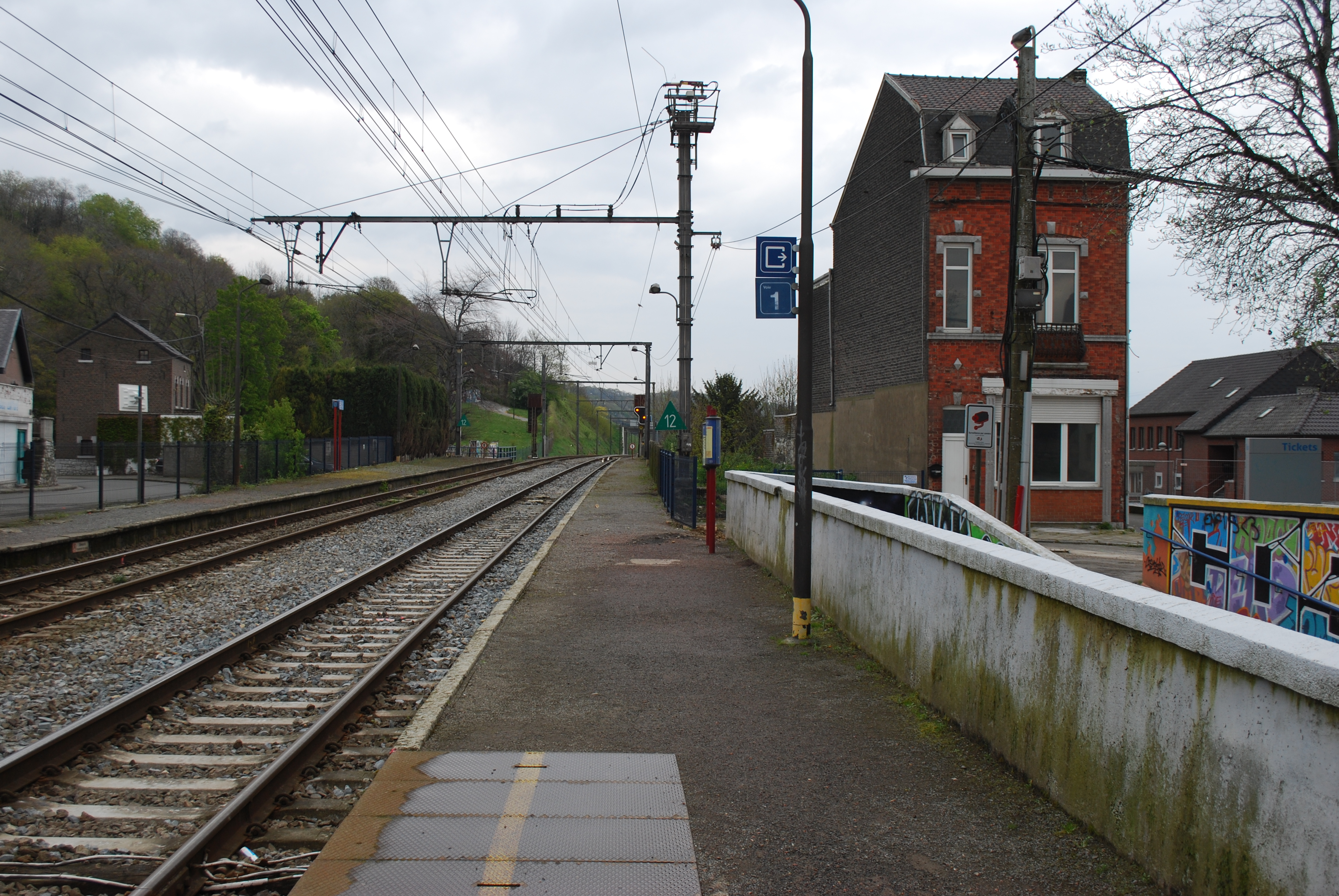
Quais de la gare.